# Cortland (Illinois)
Cortland – miasto w Stanach Zjednoczonych, w stanie Illinois, w hrabstwie DeKalb.